# Cacia ulula
Cacia ulula là một loài bọ cánh cứng trong họ Cerambycidae.